# Tsukasa Kotobuki
Tsukasa Kotobuki (ことぶき つかさ, n. 28 de abril de 1970) es un dibujante de manga y diseñador de personajes de anime y videojuegos nacido en el área metropolitana de Tokio, en Japón.
Ha diseñado personajes para Saber Marionette J, VS Knight Ramune & 40 Fire, Cyber Team in Akihabara y Battle Arena Toshinden, entre otros.

## Nombre
Aunque la escritura original del nombre artístico que utilizaba era 寿司 (leído Kotobuki Tsukasa), cambió el segundo kanji, correspondiente al nombre de pila, por su lectura en hiragana つかさ (Tsukasa) debido a la dificultad para leer 寿司 correctamente, pues lo habitual es leer esta secuencia como sushi.
Posteriormente, cambió asimismo el primer kanji también por su lectura en hiragana, ことぶき (Kotobuki), de forma que actualmente escribe todo su alias en el silabario japonés.

## Biografía
En sus años de secundaria, bajo el nombre de 寿司, Kotobuki empezó a crear dôjinshi. En bachillerato, empezó a enviar manga e ilustraciones a revistas antológicas de forma paralela a la industria editorial, y en torno a los 20 años trabajó durante medio año de asistente para Ken'ichi Sonoda. Con la experiencia obtenida, su auténtico debut llegó con el trabajo en la realización de la adaptación al manga del anime Mobile Suit Gundam.
En cuanto al anime y los videojuegos, ha trabajado en el diseño del vestuario de la película animada de Fatal Fury, el diseño de personajes del videojuego de lucha de PlayStation Battle Arena Toshinden, el diseño de personajes y realización de ilustraciones para la novela de Saber Marionette J, así como la creación del anime y manga de Cyber Team in Akihabara.
En años recientes, su actividad en la industria del diseño se ha centrado en el extranjero; y dentro de Japón se ha ocupado principalmente en la industria del manga.